# Parasyrisca caucasica
Parasyrisca caucasica Ovtsharenko, Platnick & Marusik, 1995 è un ragno appartenente alla famiglia Gnaphosidae.

## Etimologia
Il nome della specie è in riferimento alla riserva dove sono stati reperiti gli esemplari: la Caucasian State Nature Biosphere Reserve; nonostante il descrittore asserisca che derivi da un'arbitraria combinazione di lettere.

## Caratteristiche
L'olotipo maschile rinvenuto ha lunghezza totale è di 8,25mm; la lunghezza del cefalotorace è di 3,45mm; e la larghezza è di 2,55mm.

## Distribuzione
La specie è stata reperita nella Russia caucasica: l'olotipo maschile e l'allotipo femminile sono stati rinvenuti a 2600 metri di altitudine nei pascoli alpini del monte Abago, nella Caucasian State Nature Biosphere Reserve, appartenente al territorio di Krasnodar.

## Tassonomia
Al 2015 non sono note sottospecie e dal 1995 non sono stati esaminati nuovi esemplari.